# 长体鲂
长体鲂（学名：Megalobrama elongata）为輻鰭魚綱鲤形目鯝科鲂属的鱼类。在中国，分布于四川长江上游等。该物种的模式产地在宜宾。体长可达32公分，生活习性不明。
其种加词“elongata”意为“长的”。